# La finta giardiniera
La Finta Giardiniera (La jardinera fingida) es una ópera bufa en tres actos, compuesta por Wolfgang Amadeus Mozart, basada en texto de Giuseppe Petrosellini, basado en un tema de Ranieri d Calzabigi. Lleva por número KV 196. 
Se compuso para el carnaval de Múnich de 1775. Se estrenó en el Salvatortheater de Múnich el 13 de enero de 1775. 
Esta ópera sigue en el repertorio, aunque no está entre las más representadas; en las estadísticas de Operabase aparece la n.º 87 de las cien óperas más representadas en el período 2005-2010, siendo la 10.ª en Austria y la octava de Mozart, con 45 representaciones.

## Personajes
| Personaje | Tesitura | Reparto el 13 de enero de 1775 Director: |
| --- | -------- | ---------------------------------------- |
| Sandrina (En realidad Marquesa Violante Onesti, disfrazada de jardinera).                                             | soprano  | Rosa Manservisi                          |
| Don Anchise (podestà (alcalde) de Lagonero, enamorado de Sandrina)                                                    | tenor    | Sr. Rossi                                |
| Arminda (Noble, sobrina del podestà, primero enamorada de Ramiro, ahora prometida de Belfiore)                        | soprano  | Sra. Sutor                               |
| Ramiro (Caballero enamorado de Arminda)                                                                               | castrato | Tommaso Consoli                          |
| Conde Belfiore (Enamorado de Violante/Arminda)                                                                        | tenor    | Sr. Giovanni                             |
| Serpetta (Criada del podestà, enamorada de él)                                                                        | soprano  | Teresina Manservisi                      |
| Nardo (Roberto, criado de la marquesa, disfrazado como el jardinero Nardo, primo de Sandrina y enamorado de Serpetta) | bajo     | Sr. Petroni                              |

## Sinopsis
La historia tiene lugar en la hacienda Lagonero, cerca de Milán, a mediados del siglo XVIII.
Acto I
La ópera comienza con los preparativos de la boda entre el condesito de Belfiore y Arminda, sobrina del podestà de Lagonero, Don Anchise. Belfiore es un noble huido de Milán, pues cree haber matado por celos a su amada, la marquesa Violante Onesti. Arminda, por su parte, tiene un enamorado: Ramiro, que la ama en vano.
Sin embargo, Violante vive y, disfrazada de jardinera con el nombre de Sandrina, ha entrado al servicio del podestà, así como su criado Roberto, también él como jardinero con nombre falso: Nardo. El podestà se ha enamorado de la "falsa jardinera". Violante, de incógnito, está buscando al condesito Belfiore.
Su criado, Nardo, está enamorado de Serpetta la cual, sin embargo, pretende casarse con el podestà. Al conocer Violante que el enamorado de Arminda es el condesito Belfiore, se desmaya. Belfiore, que también la ha reconocido, niega haberla encontrado nunca y el acto acaba en confusión total. 
Acto II
En la casa del podestà, Arminda expresa su amor por Belfiore, mientras Nardo corteja a Serpetta. Sandrina y Belfiore se encuentran, y la joven le narra su muerte fingida. Llega entonces Ramiro, con una orden de detención contra Belfiore por la muerte de Violante: el caballero espera, de este modo, deshacerse del condesito y quedarse con Arminda al eliminar de esta manera a su rival. Sandrina lo defiende, revelando su verdadera identidad, ante la sorpresa general. Un poco más delante, sin embargo, la joven es abandonada, por culpa de la celosa Arminda, en un bosque oscuro: nada más conocerse la noticia, los hombres se lanzan a socorrerla. Sólo gracias a la luz que lleva Ramiro se puede encontrarla, mientras la presencia de un gran número de personajes en una caverna oscura genera no pocos equívocos. 
Acto III
El podestà aún no se cree los acontecimientos. Arminda insiste en sus propósitos matrimoniales. En el jardín, Belfiore y Sandrina se despiertan y juran no volver a separarse. Don Anchise otorga la mano de Arminda a Ramiro. Serpetta se consolará con Nardo.
En la escena final, todos cantan alabanzas (“Viva la giardiniera!)” a la marquesa Violante Onesti.

## Valoración musical

### Instrumentación original
La orquesta es bastante amplia: cuerdas, flautas, oboes, fagotes, trompetas, cuatro trompas y timbales, además del bajo continuo (con clave y violonchelo) en los recitativos secos.

### Libreto
Se ha debatido la autoría del libreto. Sin embargo, actualmente se considera que el libreto original fue escrito por Giuseppe Petrosellini, quien igualmente había escrito el libreto para El barbero de Sevilla, de Giovanni Paisiello. Este texto sirvió para una ópera compuesta por Pasquale Anfossi, estrenada en Roma en 1773. Por lo tanto, el libreto no es obra de Ranieri de' Calzabigi ni de Marco Coltellini, a quienes se atribuyó durante largo tiempo.

### Estructura musical
Tiene una “Overtura” (sic), veinte arias, una arieta, una cavatina, un dúo y un quinteto, así como tres en la caverna, y expresa todo su temor y angustia en un registro propio de ópera seria.
N.º 24: Mirate, che contrasto (Nardo, Sandrina y Belfiore)
N.º 26 Aria de Ramiro: Và pure ed altri in braccio, en la que expresa una gran consternación.
N.º 27 Dúo de Sandrina y Belfiore: Dove mai son! Dove son mai!

### Estreno
Esta ópera fue un encargo del príncipe elector de Baviera Maximiliano III, para el carnaval de Múnich de 1775. Mozart comenzó a componerla en octubre de 1774, y el 9 de diciembre llegó a Múnich, para terminarla. Se estrenó el 13 de enero de 1775, en el Salvatortheater, el antiguo teatro de la corte.
La representación tuvo un gran éxito, como se refleja en una carta de Mozart a su madre, de fecha 14 de enero de 1775, en la que cuenta que “Después de cada aria se produjo siempre un terrible tumulto con aplausos, y gritos de viva Maestro (...) en el tiempo en que se hace el silencio, hasta que empieza el ballet, no hubo más que aplausos y gritos de bravo; tan pronto cesaban, volvían a empezar, y así sucesivamente”. Después de la segunda representación (el 2 de febrero, en la Redoutensaal), hubo otra más, y ya no se volvió a representar. 
Después fue modificada y representada como un singspiel alemán, con el título de Die verstellte Gärtnerin (La jardinera disfrazada), por la compañía teatral de J. H. Böhm, con recitativos alemanes de Johann Franz Joseph Stierle. Se cree que se estrenó por primera vez en Augsburgo el 1 de mayo de 1780.
El original italiano se representó en 1796, en Praga. En algún momento de finales de siglo se perdió el primer acto de la versión italiana. Sufrió multitud de arreglos a lo largo del tiempo, hasta el punto de dudarse de cuál fuera la versión originaria. A lo largo de los siglos XIX y XX se representó en traducción alemana, habitualmente con el título Die Gärtnerin aus Liebe (La jardinera enamorada). En 1978, en Checoslovaquia, se descubrió un ejemplar de la ópera que permitió representar de nuevo el original italiano.

### Valoración
Mozart tenía diecinueve años cuando la compuso. Se trata de una ópera bufa italiana de enredos amorosos, típica en su género. No obstante, tiene algunos momentos serios de gran riqueza musical.
Supone “la realización de la precedente experiencia lírica. La característica más sobresaliente es una orquesta tratada contrapuntísticamente, que había tenido su origen en La ingenua fingida, en la que se había manifestado claramente por primera vez la concepción de Mozart del poder dramático de la orquesta, y que había seguido jugando un papel importante en Lucio Sila, donde hemos observado el nuevo interés de Mozart por los motivos instrumentales” (Gianturco, citado por Poggi).

## Discografía
- La finta giardiniera: grabación en italiano con dirección de René Jacobs, con Nicolas Rivenq, Marie-Claude Chappuis, Alex Penda,Sophie Karthäuser, Sunhae Im, Jeremy Ovenden (con instrumentos originales, 2012, Harmonia Mundi).

- La finta giardiniera: grabación en italiano con dirección de Nikolaus Harnoncourt, con Edita Gruberová, Dawn Upshaw, M. Bacelli, U. Heilmann, A. Scharinger, Thomas Moser, Ch. Margiono y Concentus Musicus (con instrumentos originales, 1992, Teldec).

- La finta giardiniera: grabación en italiano con dirección de Leopold Hager, con Julia Conwell, Lilian Sukis, Brigitte Fassbaender, Jutta-Renate Ihloff, Ezio di Cesare, Thomas Moser, Barry McDaniel y la Orquesta del Mozarteum de Salzburgo (Philips).

- La finta giardiniera: grabación en italiano con dirección de Sylvain Cambreling, con U. Benelli, J. Kozlowska, M. Torzewski, M. Major, L. Poulson, E. Szmytka, R. Smythe y la Orquesta del Teatro de la Moneda de Bruselas (1989, Ricercar).

- Die Gärtnerin aus Liebe, grabación en alemán con dirección de Hans Schmidt-Isserstedt, con Helen Donath, Jessye Norman, Tatiana Troyanos, Ileana Cotrubas, Gerhard Unger, Werner Hollweg, Hermann Prey y el Coro y Orquesta de la Norddeutschen Rundfunks (19.., Philips)

- En su álbum “Mozart’s Opera Arias”, la cantante Kiri Te Kanawa grabó el aria Crudeli fermate... Ah dal pianto de La finta giardiniera con la Orquesta Sinfónica de Londres y dirección de Sir Colin Davis (1982, Philips).

- Igualmente, existe una grabación audiovisual de la ópera, con dirección de Arnold Östman, y Britt-Marie Aruhn, Eva Pilat, Annika Skoglund, Ann Christine Biel, Stuart Kale, Richard Croft, Petteri Salomaa, Coro y Orquesta del Teatro de corte Drottningholm; coreografía de Regina Bech-Friis, dirigido por Göran Järvefelt, dirigido y producido para video por Thomas Olofsson.